# 望夫云 (歌剧)

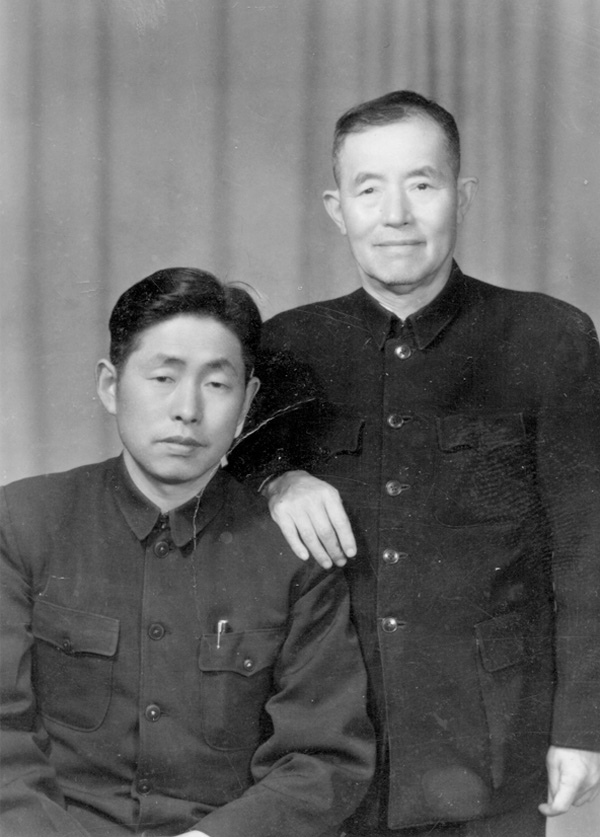
歌剧《望夫云》曲作者郑律成与剧作者徐嘉瑞1957年6月合影于云南昆明

《望夫云》是一部根据中国云南白族民间爱情传说《望夫云》创作的歌剧:306，1962年在北京天桥剧场首演，是中国首部以传说题材创作的大型歌剧。曲作者是郑律成，剧作者是徐嘉瑞。中央歌剧院成立四十和五十周年纪念册上称此剧与《草原之歌》是中国歌剧发展史上极为重要的两部作品，认为该剧在当年达到中国美声歌剧创作的高峰:320。 
《望夫云》分为五幕八场。1962年中央歌剧院的首演由周星华任导演；郑世春任指挥。女高音邹德华和罗忻祖饰演剧中公主；男高音吴道岭和杨光江饰演男主角阿白。歌剧采用了西洋正歌剧的音乐形式与手法，同时也融入了白族的民族音乐特色。

## 历史
《望夫云》创作于1950年代末，是郑律成在云南体验生活期间与诗人徐嘉瑞联合创作的。当时中国正在进行反右倾运动。这部采用西洋正歌剧形式的作品因此创作出来后一直没有公演:306-307。1962年中共纠正“反右倾扩大化”错误后，该剧在郑律成的不断努力和陈毅的帮助下，于1962年3月由中央歌剧院在北京天桥剧场首演，随后又在天津和上海演出。由于西洋正歌剧在当时的中国非常罕见，此剧首演后引起很多争议。《人民音乐》在1962年12期和增补版Z1期大幅刊登了有关此剧的四篇评论。同年12月，毛泽东在与华东省、市干部谈话的时候说：“帝王将相、才子佳人多起来，有点西风压倒东风……东风要占优势。”。此后，该剧虽然没有遭到批判，但被停演。2007年9月9日，中国国家交响乐团在北京音乐厅郑律成作品音乐会上以音乐的形式演绎了该剧的大部分选段。同年10月20日，韩国光州郑律成国际音乐节上，中韩两国音乐家以音乐的形式再次演绎该剧精彩选段:316-320。